# Christian Sarron
Christian Sarron   (Clarmont d'Alvèrnia, 27 de març de 1955) és un antic pilot de motociclisme occità que va guanyar el Campionat del Món de 250cc de 1984 amb una Yamaha. El seu germà Dominique fou també un pilot d'alt nivell que va destacar al mundial de 250cc a finals de la dècada del 1980.

## Carrera esportiva

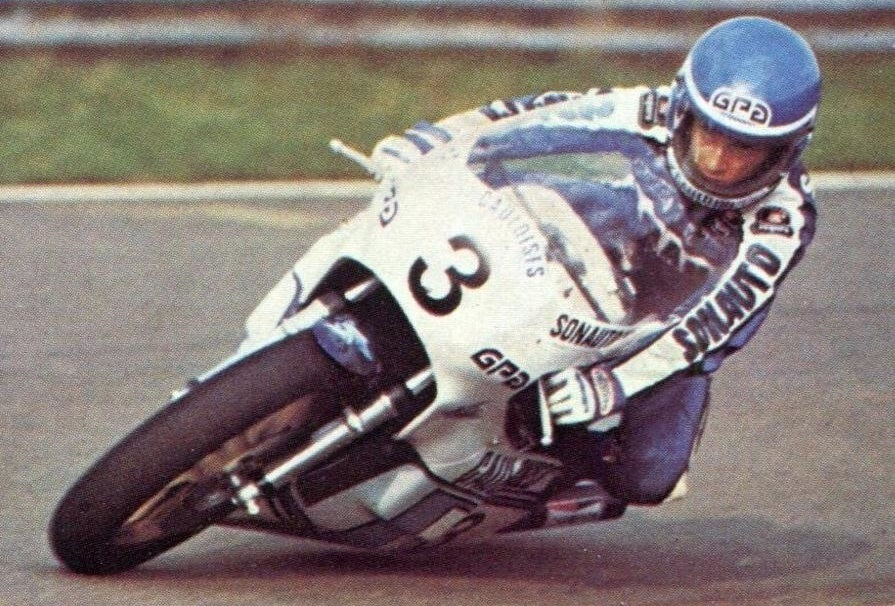
Sarron amb la Yamaha 750 el 1978

Sarron va començar la seva carrera amb una Kawasaki després de conèixer el pilot francès de Grans Premis Patrick Pons, qui el va ajudar a iniciar-se en el circuit internacional de curses. La seva primera victòria va arribar sota la pluja al Gran Premi d'Alemanya de 1977. Llavors es va lesionar en una cursa de 750cc, iniciant així una tendència a les lesions que es va anar manifestant durant els anys següents. El 1982 va tornar a guanyar sota la pluja al Gran Premi de Finlàndia, consolidant la seva reputació com a pilot excepcional en temps humit. Va acabar la temporada d'aquell any al vuitè lloc final de la classe de 350cc i al desè de la de 250cc.
El 1983 fou subcampió del món de 250cc darrere de Carlos Lavado amb una altra victòria al Gran Premi de Suècia. El 1984 va guanyar tres curses amb la Yamaha i va aconseguir el Campionat del Món de 250cc.
L'any següent va pujar a la cilindrada dels 500cc amb l'equip Gauloises-Yamaha i va tornar a guanyar sota la pluja al Gran Premi d'Alemanya. Va acabar la temporada en un excel·lent tercer lloc darrere de Freddie Spencer i Eddie Lawson. El 1989 va tornar a acabar tercer al campionat de 500cc darrere de Lawson i Wayne Rainey.
La carrera de Sarron als 500cc es va desenvolupar en uns moments en què les motos s'adaptaven a l'estil de pilotatge per "lliscament" introduït pels nord-americans, que s'havien format en pistes ovals de terra, però tot i així Sarron encara va aconseguir obtenir resultats respectables. El 1994, al costat del seu germà Dominique, va guanyar la prestigiosa cursa de resistència Bol d'Or. El 1995 es va retirar de les competicions per a ocupar el paper de director de l'equip de Superbike de Yamaha.

## Resultats al Mundial de motociclisme
Barem de puntuació de 1969 a 1987:
| Posició | 1  | 2  | 3  | 4 | 5 | 6 | 7 | 8 | 9 | 10 |
| Punts   | 15 | 12 | 10 | 8 | 6 | 5 | 4 | 3 | 2 | 1  |

Barem de puntuació de 1988 a 1991:
| Posició | 1  | 2  | 3  | 4  | 5  | 6  | 7 | 8 | 9 | 10 | 11 | 12 | 13 | 14 | 15 |
| Punts   | 20 | 17 | 15 | 13 | 11 | 10 | 9 | 8 | 7 | 6  | 5  | 4  | 3  | 2  | 1  |

(Ids. Grans Premis | Llegenda) (Curses en negreta indiquen pole; curses en  itàlica indiquen volta ràpida)
| Any  | Categoria | Equip          | Moto   | 1       | 2       | 3       | 4       | 5       | 6     | 7       | 8       | 9       | 10      | 11    | 12     | 13    | 14      | 15      | Punts | Posició | Victòries |
| ---- | --------- | -------------- | ------ | ------- | ------- | ------- | ------- | ------- | ----- | ------- | ------- | ------- | ------- | ----- | ------ | ----- | ------- | ------- | ----- | ------- | --------- |
| 1976 | 350cc     | Sonauto-Yamaha | TZ350  | FRA     | AUT     | NAT     | IOM     | NED     | FIN   | CZE 10  | GER 7   | ESP     |         |       |        |       |         |         | 5     | 26è     | 0         |
| 1977 | 250cc     | Sonauto-Yamaha | TZ250  | VEN     | GER 1   | NAT     | ESP 4   | FRA     | YUG   | NED     | BEL     | SWE 14  | FIN     | CZE   | GBR    |       |         |         | 23    | 14è     | 1         |
| 1977 | 350cc     | Sonauto-Yamaha | TZ350  | VEN     | GER 8   | NAT     | ESP 2   | FRA     | YUG   | NED     |         | SWE 10  | FIN 2   | CZE 3 | GBR    |       |         |         | 38    | 7è      | 0         |
| 1978 | 350cc     | Sonauto-Yamaha | TZ350  | VEN 6   | AUT     | FRA     | NAT     | NED 5   | SWE   | FIN     | GBR 7   | GER     | CZE     | YUG   |        |       |         |         | 15    | 15è     | 0         |
| 1979 | 500cc     | Sonauto-Yamaha | TZ500  | VEN 7   | AUT     | GER 8   | NAT Ret | ESP     | YUG 7 | NED 9   | BEL Ret | SWE 9   | FIN 5   | GBR 6 | FRA    |       |         |         | 26    | 11è     | 0         |
| 1981 | 500cc     | Sonauto-Yamaha | TZ500  | AUT Ret | GER     | NAT 9   | FRA Ret | YUG     | NED   | BEL     | SM 12   | GBR 18  | FIN     | SWE   |        |       |         |         | 2     | 23è     | 0         |
| 1982 | 250cc     | Sonauto-Yamaha | TZ250  |         |         | FRA     | ESP 9   | NAT 8   | NED   | BEL     | YUG 5   | GBR     | SWE     | FIN 1 | CZE    | SM    | GER     |         | 26    | 10è     | 1         |
| 1982 | 350cc     | Sonauto-Yamaha | TZ350  | ARG     | AUT     | FRA     |         | NAT     | NED 5 |         |         | GBR 5   |         | FIN 2 | CZE 7  |       | GER     |         | 28    | 8è      | 0         |
| 1983 | 250cc     | Sonauto-Yamaha | TZ250  | RSA Ret | FRA Ret | NAT Ret | GER 7   | ESP 2   | AUT 4 | YUG 2   | NED Ret | BEL 2   | GBR 3   | SWE 1 |        |       |         |         | 73    | 2n      | 1         |
| 1984 | 250cc     | Sonauto-Yamaha | TZ250  | RSA 2   | NAT Ret | ESP 2   | AUT 1   | GER 1   | FRA 5 | YUG 2   | NED Ret | BEL 3   | GBR 1   | SWE 2 | SM Ret |       |         |         | 109   | 1r      | 3         |
| 1985 | 500cc     | Sonauto-Yamaha | YZR500 | RSA 6   | ESP 3   | GER 1   | NAT 5   | AUT 3   | YUG 5 | NED Ret | BEL 3   | FRA Ret | GBR 3   | SWE 4 | SM Ret |       |         |         | 80    | 3r      | 1         |
| 1986 | 500cc     | Sonauto-Yamaha | YZR500 | ESP 5   | NAT 4   | GER Ret | AUT 4   | YUG 6   | NED 5 | BEL 3   | FRA 3   | GBR Ret | SWE     | SM 6  |        |       |         |         | 58    | 6è      | 0         |
| 1987 | 500cc     | Sonauto-Yamaha | YZR500 | JPN Ret | ESP Ret | GER Ret | NAT 3   | AUT 6   | YUG   | NED Ret | FRA 3   | GBR 4   | SWE Ret | CZE 7 | SM 8   | POR 5 | BRA 5   | ARG Ret | 52    | 7è      | 0         |
| 1988 | 500cc     | Sonauto-Yamaha | YZR500 | JPN 8   | USA 6   | ESP 4   | EXP 4   | NAT Ret | GER 3 | AUT Ret | NED 3   | BEL Ret | YUG 2   | FRA 2 | GBR 3  | SWE 3 | CZE Ret | BRA 5   | 149   | 4t      | 0         |
| 1989 | 500cc     | Sonauto-Yamaha | YZR500 | JPN 7   | AUS 3   | USA 6   | ESP 4   | NAT DNS | GER 5 | AUT 4   | YUG 5   | NED 3   | BEL 4   | FRA 4 | GBR 5  | SWE 2 | CZE 4   | BRA 8   | 165.5 | 3r      | 0         |
| 1990 | 500cc     | Sonauto-Yamaha | YZR500 | JPN Ret | USA 4   | ESP 7   | NAT     | GER 4   | AUT 7 | YUG     | NED 7   | BEL 4   | FRA Ret | GBR 8 | SWE    | CZE 6 | HUN Ret | AUS Ret | 84    | 9è      | 0         |